# The Three Bears
The Three Bears (« Les Trois Ours ») est une série de bande dessinée créée par l'auteur britannique Leo Baxendale. Elle a été publiée dans l'hebdomadaire pour enfants The Beano à partir du 6 juin 1959. Après le départ de Baxendale du magazine en 1962, la série a été dessinée par Bob McGrath durant une vingtaine d'années. Depuis 1985, elle a été reprise épisodiquement.